# 하나노니오이
〈하나노 니오이〉 (花の匂い 꽃의 향기[*])는 Mr.Children의 디지털 싱글이다. 이전 싱글 〈HANABI〉에 이어 약 2개월 만에 발매된 싱글로, Mr.Children의 첫 디지털 싱글이다.

## 수록곡
1. 하나노 니오이
  - 작사곡: 사쿠라이 카즈토시, 편곡: 고바야시 다케시 & Mr.Children

도호계 영화 《나는 조개가 되고 싶다》 (2008년)의 주제가로 사용됐다. Mr.Children이 영화 주제가를 담당하는 것은, 2007년 〈여행의 노래〉이래로, 뮤직 비디오 (감독: 한자키 도시아키)는 Mr.Children에 있어서 첫 애니메이션 영상이다[1]. 내용은 영화처럼, 전쟁에 휘말린 가족에 대해 그리고 있다. 1개월 후에 발매된 《SUPERMARKET FANTASY》에 처음 CD로 수록됐다.